# Taciszów
Taciszów (německy Tatischau) je starostenská vesnice v gmině Rudziniec okres Gliwice Slezské vojvodství v Polsku.

## Název
V latinském spise Liber fundationis episcopatus Vratislaviensis napsané biskupem Jindřichem z Vrbna v letech 1295–1305 je vesnice nazývána Taczisow.

## Historie
Vesnice je uváděna v roce 1305. V roce 1936 byla vesnice v rámci germanizace přejmenována na Vatershausen. V letech 1975–1998 obec byla pod administrativou Katovického vojvodství.

## Informace
V roce 2011 žilo ve vesnici 531 obyvatel (z toho 255 mužů a 276 žen). V blízkosti vesnice je rozprostírá jezero Dzierżno Duże z něhož vytéká řeka Kłodnica do Hlivického kanálu.
Ve vesnici se nachází:
- zvonařská dílna Felczyńských[5][6]
- římskokatolický kostel sv. Jozefa[7]

## Transport
Vesnicí vede železnice č. 137 Katovice–Lehnice s železniční stanicí Taciszów.
Ve vesnici je autobusová zastávka.

## Turistika
Vesnicí vedou turistické trasy:
- Stezka Gliwické země
- Okružní stezka kolem Gliwic
- cyklostezka kolem jezera Dzierżno Duże[8]
- cyklostezka Pławniowice a okolí[9]

## Galerie

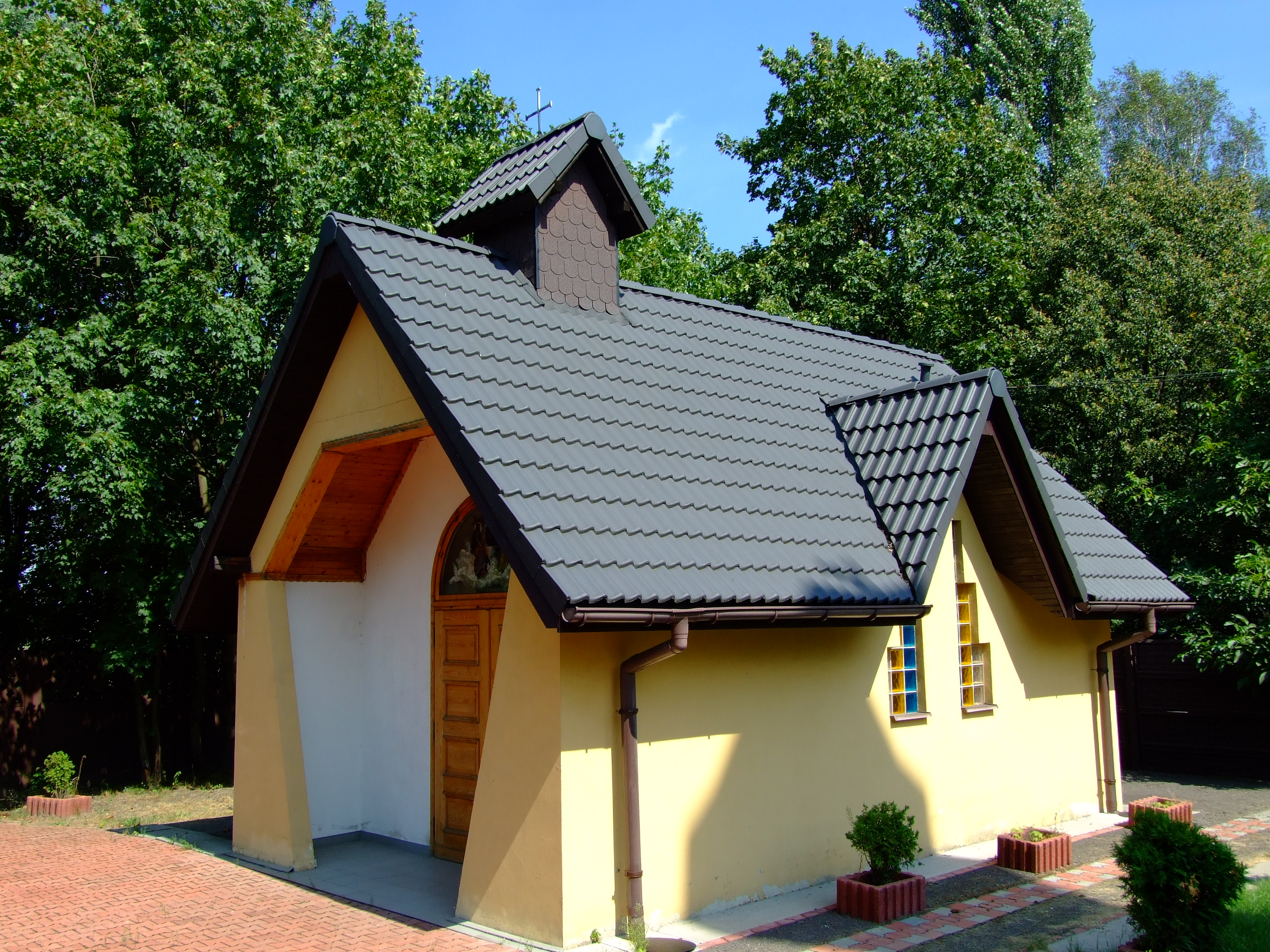
Kaple
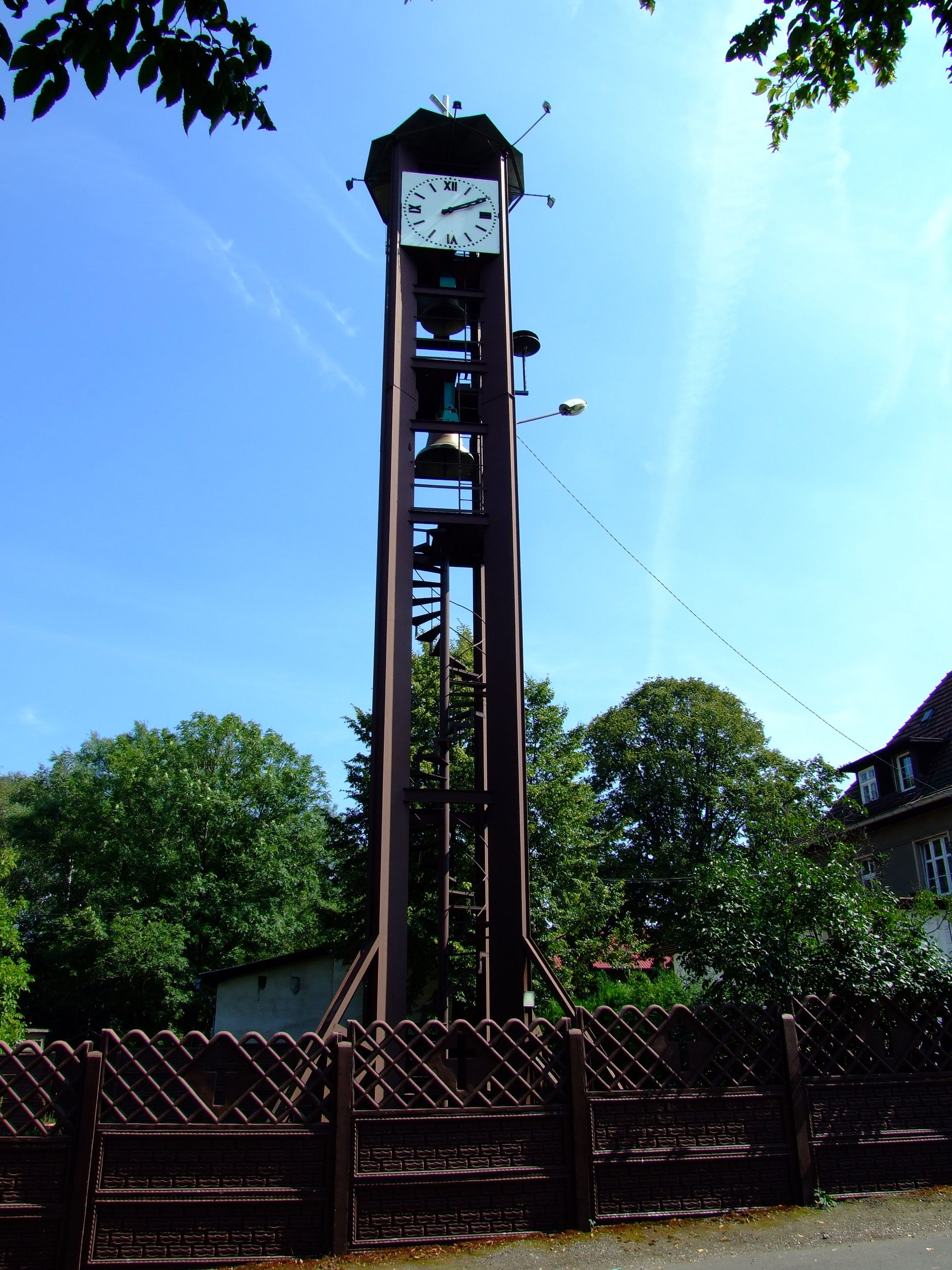
Zvonice
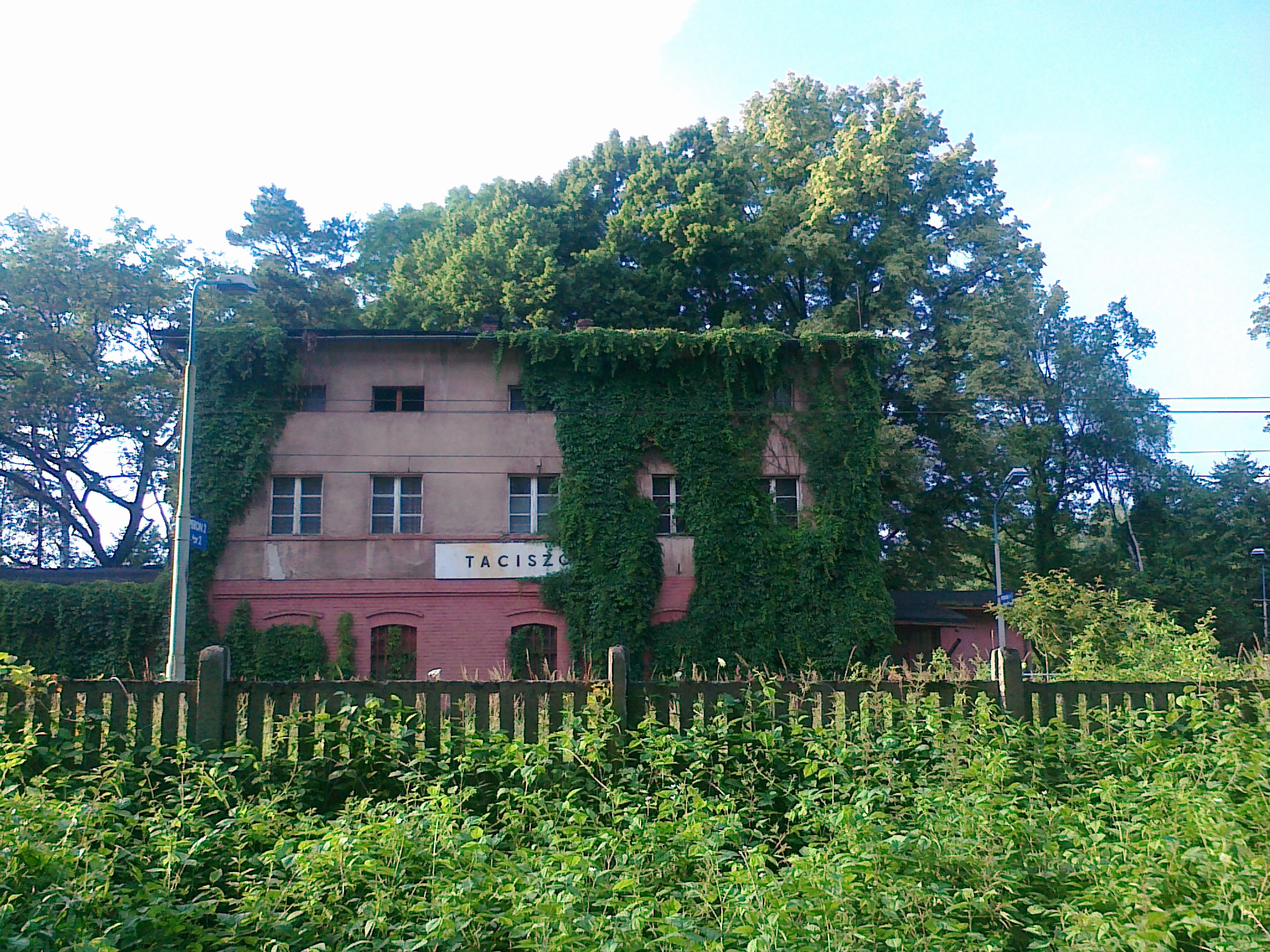
Železniční zastávka